# Ikamiut
Ikamiut er en bygd med 96 indbyggere (2010) beliggende yderst på en halvø i den sydlige del af Diskobugten ca. 36 km sydvest for Qasigiannguit i den tidligere Qasigiannguit Kommune, fra 2018 Qeqertalik Kommune. Efter gennemførelsen af kommunalreformen serviceres Ikamiut fra Aasiaat.
Fiskeri og fangst er hovederhvervet, og på byens fiskefabrik forarbejdes især hellefisk og krabber.
Bygden har egen skole, kaldet Ivilikasiup atuarfia, men på grund af få elever undervises der i 3 samleklasser fra 1. til 9. klasse. Skolen har ca 22 elever, 1 lærer og 2 timelærere. I tillæg bruges skolens lokaler også som ungdomsklub om aftenen, aftenskole, mødelokale og nogle gange åbnes biblioteket også udenfor skolens åbningstid.
Kirken er fra 1909, ombygget og hovedrestaureret 1983-84 og genindviet 1984. Den har 100 siddepladser og orgelet er et harmonium.
Det private trafikselskab, Disko Line, sejler fra Aasiaat til Ikamiut en gang om ugen. Ikamiut Helistop havde i 2008 87 afrejsende passagerer fordelt på 42 starter.

## Ekstern henvisning
- Fotos fra Ikamiut Arkiveret 5. marts 2016 hos  Wayback Machine

68°38′00″N 51°49′58″V / 68.6333°N 51.8328°V